# Félix Lebrun
Félix Lebrun (* 12. September 2006 in Montpellier) ist ein französischer Tischtennisspieler. 2023 gewann er im Alter von 16 Jahren Gold im Einzel bei den Europaspielen und wurde zum drittjüngsten Top-10-Spieler der Geschichte, 2024 holte er bei den Olympischen Spielen Bronze.
Lebrun spielt mit dem Penholder-Griff. Er ist der jüngere Bruder von Alexis Lebrun, mit dem er im Doppel antritt.

## Leben
Lebrun wuchs in einem Tischtennisumfeld auf. Sein Vater Stéphane Lebrun war Nummer 7 der französischen Rangliste und sein Onkel Christophe Legoût 14. der Weltrangliste. Mit drei Jahren begann er das Tischtennisspiel. Schnell entdeckte er den Penholdergriff für sich, der heute unter Profis nur noch selten verwendet wird. Nach eigener Aussage erlernte er den Griff durch Beobachten des Tischtennisspielers Chen Jian.
Unter Trainerschaft seines Vaters besuchte Lebrun nach Beendigung der Grundschule eine Sportschule. Seit seiner Kindheit trainiert er mit seinem Bruder im Hoffnungszentrum in Montpellier, einer Einrichtung für junge Spieler. Offizielle Einrichtungen wie das INSEP durchliefen sie nicht. Ihr Trainer ist Nathanaël Molin, ihr Fitnesscoach Jérémy Surault.

## Karriere
Félix Lebrun gewann mehrere Jugendtitel im Tischtennis, unter anderem wurde er französischer U15- und Juniorenmeister. Außerdem gewann er die Eurominichamps und wurde U15-Europameister im Einzel, im Doppel und mit der Mannschaft. Zusammen mit Sora Matsushima wurde er 2021 U15-Weltmeister im Doppel, im Einzel holte er die Bronzemedaille. Bei den Weltjugendmeisterschaften 2022 in Tunis kam er in allen vier Wettbewerben (Einzel, Doppel, Mixed, Mannschaft) ins Halbfinale und erreichte vier Bronzemedaillen. Zusammen mit seinem Bruder Alexis wurde er als „französisches Tischtennis-Phänomen“ beschrieben.
2022 wurde er mit Laurent Cova französischer Meister im Doppel und erreichte mit Leïli Mostafavi das Mixed-Finale. Im Einzel verlor er im Halbfinale gegen seinen Bruder Alexis, der das Turnier gewann. Mit dem Sieg über Chuang Chih-yuan, Nummer 26 der Welt, stieg Lebrun im Juli 2022 auf Platz 70 der Weltrangliste. Bei der Mannschafts-WM 2022 in Chengdu besiegte er zwar Dang Qiu, die Nummer 9 der Welt, Frankreich schied jedoch im Viertelfinale mit 2:3 gegen Deutschland aus.
Bei den Europameisterschaften 2022 in München gewann er im Doppel zusammen mit seinem Bruder die Bronzemedaille. Damit wurde er im Alter von 15 Jahren zum jüngsten Medaillengewinner bei Europameisterschaften. Im Einzel war er auf Position 32 gesetzt und schied im Sechzehntelfinale gegen den Halbfinalisten Kristian Karlsson aus. Beim WTT Star Contender Goa 2023 hatte Lebrun seinen ersten großen internationalen Auftritt und besiegte Lee Sang-su, Truls Möregårdh und Jang Woo-jin, die auf Position 14, 3 und 10 gesetzt waren. Im Halbfinale scheiterte er am Chinesen Lin Shidong.
Bei den französischen Meisterschaften 2023 verlor er das Finale gegen seinen Bruder. Am 27. Juni 2023 holte Lebrun seinen ersten internationalen Titel, als er bei den Europaspielen in Krakau, auf Nummer 8 gesetzt, das Finale gegen Marcos Freitas gewann. Damit gewann er als erster Franzose das Herreneinzel bei den Europaspielen. Zwei Tage später holte er mit der Mannschaft die Bronzemedaille.
2023 nahm Lebrun zudem zum ersten Mal an der Individual-Weltmeisterschaft teil, dort erreichte er im Einzel das Sechzehntelfinale und im Doppel mit seinem Bruder das Achtelfinale, das sie nur knapp gegen die späteren Weltmeister Fan Zhendong/Wang Chuqin verloren. Bei der Team-EM 2023 kam er mit der französischen Mannschaft erneut ins Halbfinale, wo sie trotz Félix Lebruns Sieg gegen Truls Möregårdh an Schweden scheiterte. Durch seinen Sieg beim WTT Contender Antalya rückte Lebrun im Oktober als drittjüngster Spieler der Geschichte in die Top 10 der Weltrangliste vor. 2024 gewann er das WTT Star Contender Goa, nachdem er unter anderem Hugo Calderano geschlagen hatte, mit dem französischen Team wurde er kurz darauf nach einer Finalniederlage gegen China Vize-Weltmeister. Im März erreichte er nach seinem Halbfinaleinzug beim Singapore Smash in der Weltrangliste den fünften Platz. Einige Monate später nahm er zum ersten Mal an den Olympischen Spielen teil und gewann sowohl im Einzel als auch mit der Mannschaft Bronze.
Bei der Europameisterschaft im Oktober 2024 gewann er im Doppel mit seinem Bruder Alexis Gold. Damit waren sie die ersten Brüder, die gemeinsam einen europäischen Titel im Doppel holten. Im Einzel schied er unerwartet gegen Benedikt Duda aus; anschließend erhielt er die rote Karte, da er nach dem Spiel seinen Schläger weggeworfen und damit einen nahen Bildschirm zerstört hatte. Eine Woche später siegte er beim WTT-Champions-Turnier in seiner Heimatstadt Montpellier, nachdem er im Turnierverlauf unter anderem den Weltranglistenzweiten Lin Shidong geschlagen hatte. Im Doppel mit Alexis Lebrun gewann er Ende des Jahres die WTT Finals und 2025 WM-Bronze.

## Verein
Lebrun spielt seit jungen Jahren beim MTT aus seiner Heimatstadt Montpellier. In der Saison 2022–23 gewann er mit seiner Mannschaft die französische Pro-B-Liga und stieg so in die Pro A, die erste Liga, auf. In der Saison 2021–22 spielte er kurzzeitig für Istres TT und war zur Saisonmitte der beste Spieler der Liga.
Bis 2022 wurde Lebrun von Butterfly gesponsert. 2022 unterschrieb er wie sein Bruder einen Vertrag über sechs Jahre mit der Marke Tibhar.

## Turnierergebnisse
| Verband | Veranstaltung               | Jahr | Ort               | Land | Einzel        | Doppel        | Mixed         | Team          |
| ------- | --------------------------- | ---- | ----------------- | ---- | ------------- | ------------- | ------------- | ------------- |
| FRA     | Europameisterschaft         | 2024 | Linz              | AUT  | Viertelfinale | Gold          |               |               |
| FRA     | Europameisterschaft         | 2023 | Malmö             | SWE  |               |               |               | Halbfinale    |
| FRA     | Europameisterschaft         | 2022 | München           | DEU  | letzte 32     | Halbfinale    |               |               |
| FRA     | Europaspiele                | 2023 | Krakau            | POL  | Gold          |               |               | 3. Platz      |
| FRA     | Europe Top 16 Cup           | 2025 | Montreux          | SUI  | Viertelfinale |               |               |               |
| FRA     | Europe Top 16 Cup           | 2024 | Montreux          | SUI  | Viertelfinale |               |               |               |
| FRA     | Olympische Spiele           | 2024 | Paris             | FRA  | 3. Platz      |               |               | 3. Platz      |
| FRA     | Grand Smash                 | 2025 | Las Vegas         | USA  | Halbfinale    | Silber        |               |               |
| FRA     | Grand Smash                 | 2025 | Singapur          | SGP  | letzte 32     | Halbfinale    |               |               |
| FRA     | Grand Smash                 | 2024 | Peking            | CHN  | Achtelfinale  | Halbfinale    |               |               |
| FRA     | Grand Smash                 | 2024 | Dschidda          | KSA  | Viertelfinale | Halbfinale    |               |               |
| FRA     | Grand Smash                 | 2024 | Singapur          | SGP  | Halbfinale    | Viertelfinale |               |               |
| FRA     | WTT Series (Star Contender) | 2025 | Ljubljana         | SLO  | Silber        | Silber        |               |               |
| FRA     | WTT Series (Contender)      | 2025 | Tunis             | TUN  | Gold          |               |               |               |
| FRA     | WTT Series (Champions)      | 2024 | Montpellier       | FRA  | Gold          |               |               |               |
| FRA     | WTT Series (Star Contender) | 2024 | Ljubljana         | SLO  | Silber        |               |               |               |
| FRA     | WTT Series (Star Contender) | 2024 | Mapusa            | IND  | Gold          |               | Achtelfinale  |               |
| FRA     | WTT Series (Champions)      | 2023 | Frankfurt         | DEU  | Halbfinale    |               |               |               |
| FRA     | WTT Series (Contender)      | 2023 | Antalya           | TUR  | Gold          | Viertelfinale | Silber        |               |
| FRA     | WTT Series (Star Contender) | 2023 | Lanzhou           | CHN  | Halbfinale    | Gold          |               |               |
| FRA     | WTT Series (Contender)      | 2023 | Almaty            | KAZ  |               | Halbfinale    | Achtelfinale  |               |
| FRA     | WTT Series (Star Contender) | 2023 | Ljubljana         | SLO  | Viertelfinale | Halbfinale    |               |               |
| FRA     | WTT Series (Star Contender) | 2023 | Panaji            | IND  | Halbfinale    |               | Qual.         |               |
| FRA     | WTT Series (Contender)      | 2023 | Amman             | JOR  | Achtelfinale  | Halbfinale    |               |               |
| FRA     | WTT Series (Contender)      | 2023 | Durban            | RSA  | Achtelfinale  | Viertelfinale | Halbfinale    |               |
| FRA     | WTT Series (Contender)      | 2022 | Zagreb            | HRV  | Qual.         | Halbfinale    |               |               |
| FRA     | WTT Finals                  | 2024 | Fukuoka           | JPN  | Achtelfinale  | Gold          |               |               |
| FRA     | WTT Finals                  | 2023 | Doha              | QAT  | Achtelfinale  | Halbfinale    |               |               |
| FRA     | World Cup                   | 2025 | Macau             | MAC  | 17.–32. Platz |               |               |               |
| FRA     | World Cup                   | 2024 | Macau             | MAC  | Achtelfinale  |               |               |               |
| FRA     | Mixed Team World Cup        | 2023 | Chengdu           | CHN  |               |               |               | 5. Platz      |
| FRA     | Weltmeisterschaft           | 2025 | Doha              | QAT  | Achtelfinale  | Halbfinale    |               |               |
| FRA     | Weltmeisterschaft           | 2024 | Busan             | KOR  |               |               |               | Silber        |
| FRA     | Weltmeisterschaft           | 2023 | Durban            | RSA  | letzte 32     | Achtelfinale  |               |               |
| FRA     | Weltmeisterschaft           | 2022 | Chengdu           | CHN  |               |               |               | Viertelfinale |
| FRA     | Jugend-Weltmeisterschaft    | 2022 | Radès             | TUN  | Halbfinale    | Halbfinale    | Halbfinale    | Halbfinale    |
| FRA     | Jugend-Weltmeisterschaft    | 2021 | Vila Nova de Gaia | POR  | Halbfinale    | Gold          | Achtelfinale  | Viertelfinale |
| FRA     | Jugend-Europameisterschaft  | 2021 | Varaždin          | HRV  | Gold          | Gold          | Viertelfinale | Gold          |
| FRA     | Jugend-Europameisterschaft  | 2019 | Ostrava           | CZE  | Achtelfinale  | Halbfinale    | Achtelfinale  | Halbfinale    |
| FRA     | Jugend-Europameisterschaft  | 2018 | Cluj-Napoca       | ROU  | letzte 64     | letzte 64     | letzte 64     | Gold          |